# Pegatron
Pegatron Corporation (chinês tradicional: 和碩聯合科技股份有限公司, pinyin: Héshuò liánhé kējì gǔfèn yǒuxiàn gōngsī, lit. Grand Mastery United Technology Corporation) é uma empresa de fabricação de eletrônicos de Taiwan que desenvolve principalmente computadores, comunicações e eletrônicos de consumo para fornecedores de marca, mas também se destaca no desenvolvimento, design e fabricação de periféricos e componentes de computadores. Os principais produtos da empresa incluem placas-mãe, placas gráficas, notebooks, consoles de jogos, TVs de LCD, além de produtos de comunicação de banda larga como netbooks, smartphones, receptores de televisão e modens a cabo.